# Паркер, Джейми
Джейми Паркер (англ. Jamie Parker; род. 14 августа 1979 года, Мидлсбро) — британский актёр театра, лауреат Премии имени Лоренса Оливье в категории «Лучший актер» за роль Гарри Поттера в пьесе «Гарри Поттер и Проклятое дитя».

## Карьера
Первые успехи на театральной сцене Джейми Паркер сделал[стиль] ещё в детстве. Будучи студентом частной школы Лоретто, он принимал участие в школьных постановках, а также был членом трупп Шотландского молодёжного театра и Национального музыкального молодёжного театра. В Лоретто Паркер учился до 1997 года, пока не был зачислен в Королевскую академию драматического искусства в Лондоне. Её актёр окончил в 2002 году.
В 2004 году Паркер участвует в постановке пьесы «Любители истории» в Королевском национальном театре. Изначально во время первого чтения он репетировал роль Раджа, но затем режиссёр Николас Хайтнер «перебросил» его на роль Скриппса — музыкально одаренного студента. В этой роли актёр смог также проявить свои музыкальные таланты — он сам играет на фортепиано и исполняет несколько песен в течение пьесы. Паркер играл в «Любителях истории» на протяжении нескольких лет в Лондоне и в театре Бродхерст на Бродвее. Также Паркер сыграл Скриппса в экранизации пьесы в 2006 году.
В 2008 году Паркер сыграл лейтенанта Вернера фон Хафтена в фильме Брайна Сингера «Операция „Валькирия“».
В 2010 году он исполняет роль принца Хэла в спектаклях «Генрих IV (часть 1)» и «Генрих IV (часть 2)» Шекспировского Глобуса. В 2012 году он снова возвращается к роли уже взрослого Генриха в постановке «Генрих V».
В 2011 году Паркер вместе со своим коллегой по «Любителям истории» Сэмуэлом Барнеттом играет в пьесе Тома Стоппарда «Розенкранц и Гильденстерн мертвы» (режиссёр Тревор Нанн) сначала в Чичестерском фестивальном театре, а затем в театре Роял Хеймаркет в Лондоне.
В 2015 году Джейми Паркер играет главные роли в трех музыкальных постановках: в возобновленном мюзикле Стивена Сондхайма «Убийцы», в постановке «Высшее общество» театра Олд Вик и в мюзикле «Парни и куколки» в театре Савой. За роль Ская Мастерсона актёр был номинирован на Премию Лоренса Оливье.
В декабре 2015 года, когда Паркер только начал свое выступление в «Парнях и куколках», было объявлено, что летом 2016 года он сыграет заглавную роль в премьере восьмой части приключений Мальчика-Который-Выжил «Гарри Поттер и Проклятое дитя» в театре Палас. Позднее актёр рассказывал, что перечитал все книги, чтобы сфокусироваться на правильном создании образа. Постановка «Гарри Поттер и проклятое дитя» стала триумфатором церемонии вручения Премии Лоренса Оливье 9 апреля 2017 года, получив 9 наград из 11 номинаций. Джейми Паркер победил в номинации «Лучшая мужская роль».
В марте 2018 года начались предпоказы бродвейской версии «Гарри Поттер и Проклятое дитя» в Лирик-театре на Бродвее (официальная премьера прошла 22 апреля), где Паркер повторил свою звездную роль. Джейми Паркер был номинирован на Премию «Тони» за лучшую мужскую роль в пьесе в 2019 году, но проиграл Эндрю Гарфилду. Последний раз в роли Гарри Поттера он вышел на сцену театра Лирик 17 марта 2019 года.
В марте 2019 года было объявлено, что Паркер вошёл в актёрский состав нового фильма Сэма Мендеса «1917». В 2022 году исполнил роль Джона Дадли в телесериале «Становление Елизаветы». В шестом сезоне проекта Netflix «Корона» Паркер сыграл личного секретаря королевы Елизаветы II Робина Джаврина.

## Личная жизнь
С 2007 года женат на актрисе Деборе Кроу, с которой воспитывает сына.
Джейми Паркер — баритон, он играет на фортепиано и кларнете, увлекается шотландскими национальными танцами. Все эти таланты делают его одним из немногих актёров, одинаково успешных одновременно в музыкальном и драматическом театре.

## Награды и номинации
| Год  | Награда               | Категория                       | Номинированная работа                          | Результат |
| ---- | --------------------- | ------------------------------- | ---------------------------------------------- | --------- |
| 2016 | Премия Лоренса Оливье | «Лучшая мужская роль в мюзикле» | Скай Мастерсон («Парни и куколки»)             | Номинация |
| 2017 | Премия Лоренса Оливье | «Лучшая мужская роль»           | Гарри Поттер («Гарри Поттер и Проклятое дитя») | Победа    |
| 2019 | Тони                  | Лучшая мужская роль             | Гарри Поттер («Гарри Поттер и Проклятое дитя») | Номинация |